# Frontier Days (Álbum dos Del-Lords)
| Críticas profissionais | Críticas profissionais |
| Pontuações agregadas   | Pontuações agregadas   |
| Fonte                  | Avaliação              |
| ---------------------- | ---------------------- |
| AllMusic               | [ 1 ]                  |
| Robert Christgau       | A-                     |
| Avaliações da crítica  |                        |
| Fonte                  | Avaliação              |

Frontier Days é o álbum de estreia dos Del-Lords. Foi lançado em 1984 pela EMI America Records.

## Faixas
Todas as músicas escritas por Scott Kempner, exceto "How Can A Poor Man Stand Such Times And Live?", escrita por Alfred Reed.
| Lado A |                                                 |         |  |
| N.º    | Título                                          | Duração |  |
| 1.     | "How Can a Poor Man Stand Such Times and Live?" | 3:02    |  |
| 2.     | "Get Tough"                                     | 4:13    |  |
| 3.     | "Livin' on Love"                                | 4:14    |  |
| 4.     | "Double Life"                                   | 4:40    |  |
| 5.     | "I Play the Drums"                              | 3:37    |  |

| Lado B |                                |         |  |
| N.º    | Título                         | Duração |  |
| 1.     | "Burnin' in the Flame of Love" | 3:45    |  |
| 2.     | "Pledge of Love"               | 2:59    |  |
| 3.     | "Shame on You"                 | 3:45    |  |
| 4.     | "Mercenary"                    | 5:27    |  |
| 5.     | "Feel Like Going Home"         | 4:28    |  |

| Versão de CD |                                                 |         |  |
| N.º          | Título                                          | Duração |  |
| 1.           | "How Can a Poor Man Stand Such Times and Live?" | 3:08    |  |
| 2.           | "Get Tough"                                     | 4:16    |  |
| 3.           | "Livin' on Love"                                | 4:19    |  |
| 4.           | "Double Life"                                   | 4:46    |  |
| 5.           | "I Play the Drums"                              | 3:42    |  |
| 6.           | "Burnin' in the Flame of Love"                  | 3:50    |  |
| 7.           | "Pledge of Love"                                | 3:03    |  |
| 8.           | "Shame on You"                                  | 3:49    |  |
| 9.           | "Mercenary"                                     | 5:33    |  |
| 10.          | "Feel Like Going Home"                          | 4:32    |  |
| 11.          | "Wastin' Time Talkin'"                          | 2:34    |  |
| 12.          | "Love Among the Ruins"                          | 3:20    |  |
| 13.          | "Shame on You"                                  | 3:39    |  |
| 14.          | "Love on Fire"                                  | 3:19    |  |
| 15.          | "Heaven"                                        | 3:01    |  |

## Créditos
| The Del-Lords - Scott Kempner – vocais principais, guitarra - Eric Ambel – guitarra, vocal - Manny Caiati – baixo, vocal - Frank Funaro – bateria, vocal | Músicos adicionais e produção - Warren Bruleigh – engenheiro - The Del-Lords – produção - James Hamilton – fotografia - Michael Hodgson – design - Scott James – engenheiro - Bob Ludwig – masterização - Terry Manning – mixagem - Henry Marquez – diretor de arte - Bob Richey – ilustrações - Jon Smith – engenharia - Lou Whitney – produção |